# Охримович Андрій
Охримович Андрій, «Харлампій», (*1 лютого 1904, м. Заліщики — †2 грудня 1931, м. Львів) — український інженер-хімік, пластун.

## Життєпис
Народився 1 лютого 1904 року в Заліщиках (нині Тернопільська область) в родині Володимира Охримовича та Олени Крушельницької.
Від 1924 року — член куреня Лісові Чорти. У 1928—1929 роках — голова студентського товариства «Основа» у Львові. Член Верховної Пластової Команди у Львові.
Трагічно загинув у Львові 2 грудня 1931 року.